# Рязанский район (Рязанская область)
Ряза́нский райо́н — административно-территориальная единица (район) и муниципальное образование (муниципальный район) на северо-западе Рязанской области России.
Административный центр — город Рязань (в состав района не входит).

## География
Площадь района — 2170 км². Основные реки — Ока, Павловка, Плетенка, Рака, Листвянка. Площадь озёр составляет до 216,0 гектаров. Наиболее крупные — Велье-2, Велье-1 и Казарь.
Почвы преимущественно тёмно-серые лесные, серые лесные, светло-серые лесные, дёрново-подзоличто-глееватые и глееватые, дёрново-сильноподзолистые. По берегам рек — аллювиальные (пойменные). Под пашней находится 34 % земли.
Леса занимают до 30 % территории. Имеется 5 лесничеств.
Полезные ископаемые — торф, фосфориты, глины, песок для дорожно-строительных работ.

## История
В конце I тыс. н. э. на земли района начали проникать славянские племена. Первые поселения возникли в районе нынешних сёл Алеканово, Борки, Дубровичи, Канищево, Шумашь и других.
В 1390 году князь Олег Рязанский основал Солотчинский монастырь.
В 1444 году, недалеко от сел Астромино и Глебово, зимой произошла битва русских с крымскими татарами.
В 1778 году в составе Рязанского наместничества был образован Рязанский уезд.
Основными занятиями населения вплоть до первой половины XIX века, были земледелие, ремесло, скотоводство. Во второй половине XIX века возникли суконные фабрики в селах Мурмино и Казарь.
Начало XX столетия отмечено революционными выступлениями рабочих Мурминской суконной фабрики. После октября 1917 года в Рязанском уезде создаются органы Советской власти. В январе 1918 года в с. Болошнево возникла первая в уезде ячейка РСДРП(б). В августе 1918 года был создан Рязанский уездный комитет РКП(б). К ноябрю 1919 года в районе организовались первые 14 артелей и коммун, сообща обрабатывающих землю и 12 совхозов.
За годы гражданской войны ухудшается и без того низкий уровень сельского хозяйства. После гражданской войны произошли изменения в административно-территориальном делении Рязанской губернии. В ходе укрупнения в Рязанский уезд в 1925 году вошли 15 волостей.
Облик сел и деревень начал меняться в предвоенные годы. В с. Кораблино были созданы народный дом и библиотека на 3000 книг. В её организации помогла Н. К. Крупская.
В 1920 году в с. Дядьково открылся первый в губернии народный университет. Начали учиться в нём 18 человек. В колхозе «Красная звезда» был проложен водопровод. Стало появляться и радио. «В конце декабря крестьяне д. Храпово и соседних с ней деревень Дашково, Божатково, Ситники принимали у себя диковинного гостя: громкоговоритель», — писала газета «Рабочий путь» в 1926 году.
12 июля 1929 года в составе Рязанского округа Московской области из южной части Рязанского уезда был образован Южно-Рязанский район с центром в Рязани. В его состав вошли следующие сельсоветы бывшего Рязанского уезда:
- из Бахмачевской волости: Бахмачеевский, Больше-Шадеевский, Высоковский, Казначеевский, Киселевский, Насуровский, Подлесновский,
- из Вышгородской волости: Болошневский, Вышгородский, Гавердовский, Глебовский, Кораблинский, Наумовский, Польновский, Юрасовский,
- из Затишьевской волости: Бежтвинский, Дашковский-2, Екимовский, Затишьевский, Ивкинский, Матчинский, Романцевский, Тарасовский, Ялинский, Ялтуновский
- из Рязанской волости: Абрютинский, Александровский, Алексеевский, Астроминский, Божатковский, Вышетравинский, Голенчинский, Гряцковский, Дашковский-1, Демкинский, Дмитриевский, Дягилевский, Зубенковский, Казарский, Калетинский, Каменецкий, Канищевский, Карцевский, Коростовский, Мельгуновский, Мервинский, Мордасовский, Мушковатовский, Нашатыркинский, Недостаевский, Никуличенский, Павловский, Панферовский, Подвязьевский, Путковский, Пущинский, Реткинский, Ровновский, Рожковский, Семеновский, Семчинский, Соколовский, Стафурловский, Стенькинский, Турлатовский, Хиринский.

23 июля 1930 года был упразднён Рязанский округ, а 31 августа 1930 года Южно-Рязанский район переименовали в Рязанский район.
13 декабря 1931 года из упразднённого Мурминского района в Рязанский район были переданы АгроПустынский, Алекановский, Барковский, Борисковский, Гнетовский, Давыдовский, Дашково-Песочинский, Деулинский, Долгининский, Дядьковский, Кальновский, Картановский, Красновосходский, Ласковский, Лопухинский, Льговский, Мурминский, Полковский, Полянский, Рыково-Заборьевский, Рыково-Слободский, Рубцовский, Семкинский, Солотчинский, Шереметьево-Песочинский и Шумашский с/с.
5 апреля 1936 года были упразднены Гнетовский, Голенчинский, Давыдовский, Демкинский, Деулинский, Дмитриевский, Кальновский, Недостаевский, Путковский и Шереметьево-Песочинский с/с.
26 сентября 1937 года Рязанский район вошёл в Рязанскую область.
Большим событием для жителей района явились встречи со знаменитыми людьми. В 1935 году в селах района выступал с рассказами об освоении Арктики прославленный лётчик, Герой Советского Союза М. С. Бабушкин, участник ряда полярных экспедиций и высадки дрейфующей станции «Северный Полюс-1». В гостях у колхозников с. Кораблино побывал великий русский учёный-физиолог Иван Петрович Павлов.
В 1939—1959 годах на территории Рязанского района к северу от Оки существовал Солотчинский район. 1 марта 1944 года часть территории Рязанского района была передана в новый Мервинский район.

## Население
| 1939    | 1959    | 1970    | 1979    | 1989    | 2002    | 2009    | 2010    | 2012    |
| ------- | ------- | ------- | ------- | ------- | ------- | ------- | ------- | ------- |
| 118 978 | ↘69 536 | ↗71 480 | ↗73 178 | ↗74 721 | ↘56 836 | ↘54 765 | ↗56 869 | ↗57 102 |
| 2013    | 2014    | 2015    | 2016    | 2017    | 2018    | 2019    | 2020    | 2021    |
| ↗57 259 | ↗57 654 | ↘57 512 | ↗57 711 | ↗57 964 | ↗58 748 | ↗59 266 | ↗60 058 | ↗61 314 |
| 2023    | 2024    | 2025    |         |         |         |         |         |         |
| ↗62 396 | ↗63 439 | ↘63 235 |         |         |         |         |         |         |

### Национальный состав
По итогам переписи населения 2020 года проживали следующие национальности (национальности менее 0,1 % и другое, см. в сноске к строке «Другие»):
| Национальность | Численность, чел. | Доля     |
| -------------- | ----------------- | -------- |
| Русские        | 53 940            | 87,97 %  |
| Армяне         | 344               | 0,56 %   |
| Цыгане         | 336               | 0,55 %   |
| Таджики        | 247               | 0,40 %   |
| Украинцы       | 199               | 0,32 %   |
| Узбеки         | 188               | 0,31 %   |
| Мордва         | 170               | 0,28 %   |
| Езиды          | 105               | 0,17 %   |
| Азербайджанцы  | 74                | 0,12 %   |
| Татары         | 66                | 0,11 %   |
| Другие         | 5645              | 9,21 %   |
| Итого          | 61 314            | 100,00 % |

## Территориальное устройство
В рамках административно-территориального устройства, Рязанский район включает 18 сельских округов.
В рамках организации местного самоуправления, муниципальный район делится на 18 муниципальных образований со статусом сельских поселений.
| №  | Муниципальное образование        | Административный центр | Количество населённых пунктов | Население (чел.) | Площадь (км²) |
| -- | -------------------------------- | ---------------------- | ----------------------------- | ---------------- | ------------- |
| 1  | Варсковское сельское поселение   | посёлок Варские        | 3                             | ↗2611            | 67,11         |
| 2  | Высоковское сельское поселение   | село Высокое           | 4                             | ↗1596            | 73,52         |
| 3  | Вышгородское сельское поселение  | село Вышгород          | 10                            | ↗2900            | 64,10         |
| 4  | Дубровическое сельское поселение | село Дубровичи         | 4                             | ↘2105            | 103,68        |
| 5  | Дядьковское сельское поселение   | село Дядьково          | 5                             | ↘5442            | 43,53         |
| 6  | Екимовское сельское поселение    | село Екимовка          | 14                            | ↗1407            | 109,67        |
| 7  | Заборьевское сельское поселение  | село Заборье           | 15                            | ↗4264            | 582,11        |
| 8  | Заокское сельское поселение      | село Заокское          | 2                             | ↗1739            | 64,56         |
| 9  | Искровское сельское поселение    | посёлок Искра          | 19                            | ↘3031            | 131,76        |
| 10 | Листвянское сельское поселение   | посёлок Листвянка      | 11                            | ↗4543            | 82,06         |
| 11 | Льговское сельское поселение     | село Льгово            | 8                             | ↗2660            | 42,75         |
| 12 | Мурминское сельское поселение    | посёлок Мурмино        | 5                             | ↗4577            | 233,94        |
| 13 | Окское сельское поселение        | посёлок Окский         | 27                            | ↗4287            | 57,82         |
| 14 | Подвязьевское сельское поселение | село Подвязье          | 12                            | ↘3211            | 130,86        |
| 15 | Полянское сельское поселение     | село Поляны            | 2                             | ↘7307            | 39,57         |
| 16 | Семёновское сельское поселение   | деревня Секиотово      | 19                            | ↘2380            | 36,27         |
| 17 | Турлатовское сельское поселение  | деревня Турлатово      | 8                             | ↗3464            | 49,76         |
| 18 | Тюшевское сельское поселение     | село Тюшево            | 10                            | ↗3790            | 71,14         |

В 2017 году были упразднены сельские поселения: Кораблинское (включено в Вышгородское сельское поселение); Вышетравинское (включено в Окское сельское поселение); Ровновское (включено в Семёновское сельское поселение).

## Населённые пункты
В Рязанском районе 178 населённых пунктов (все — сельские).
| №   | Населённый пункт    | Тип     | Население | Муниципальное образование         |
| --- | ------------------- | ------- | --------- | --------------------------------- |
| 1   | Аблово              | деревня | 7         | Семёновское сельское поселение    |
| 2   | Абрютино            | село    | ↘13       | Екимовское сельское поселение     |
| 3   | Абрютинские Выселки | деревня | ↘4        | Екимовское сельское поселение     |
| 4   | Агарково            | деревня | 49        | Семёновское сельское поселение    |
| 5   | Агро-Пустынь        | село    | ↘565      | Заборьевское сельское поселение   |
| 6   | Аксиньино           | деревня | 7         | Вышетравинское сельское поселение |
| 7   | Алеканово           | село    | ↘276      | Дубровическое сельское поселение  |
| 8   | Александрово        | село    | ↗1121     | Листвянское сельское поселение    |
| 9   | Алехино             | деревня | 2         | Искровское сельское поселение     |
| 10  | Алтухово            | деревня | 2         | Семёновское сельское поселение    |
| 11  | Арсентьево          | деревня | 0         | Вышетравинское сельское поселение |
| 12  | Астромино           | село    | ↘36       | Льговское сельское поселение      |
| 13  | Багданово           | деревня | 6         | Дубровическое сельское поселение  |
| 14  | Бахмачеево          | село    | ↘17       | Подвязьевское сельское поселение  |
| 15  | Бежтвино            | село    | ↘25       | Окское сельское поселение         |
| 16  | Березники           | деревня | ↘12       | Тюшевское сельское поселение      |
| 17  | Березовка           | деревня | ↘9        | Екимовское сельское поселение     |
| 18  | Богданово           | деревня | 37        | Кораблинское сельское поселение   |
| 19  | Болошнево           | село    | ↘509      | Листвянское сельское поселение    |
| 20  | Большое Шапово      | деревня | ↘25       | Тюшевское сельское поселение      |
| 21  | Борисково           | село    | ↘58       | Заборьевское сельское поселение   |
| 22  | Букрино             | село    | ↘83       | Искровское сельское поселение     |
| 23  | Бурмино             | деревня | 1         | Искровское сельское поселение     |
| 24  | Варские             | посёлок | 2044      | Варсковское сельское поселение    |
| 25  | Вешки               | деревня | 3         | Подвязьевское сельское поселение  |
| 26  | Взметнево           | деревня | 20        | Семёновское сельское поселение    |
| 27  | Вишневка            | деревня | 108       | Дядьковское сельское поселение    |
| 28  | Власьево            | деревня | 9         | Искровское сельское поселение     |
| 29  | Волдыревка          | деревня | 5         | Высоковское сельское поселение    |
| 30  | Высоковские Дворики | деревня | 50        | Подвязьевское сельское поселение  |
| 31  | Высокое             | село    | ↘724      | Высоковское сельское поселение    |
| 32  | Вышгород            | село    | ↘1097     | Вышгородское сельское поселение   |
| 33  | Вышетравино         | село    | ↗703      | Вышетравинское сельское поселение |
| 34  | Гавердово           | село    | ↘244      | Вышгородское сельское поселение   |
| 35  | Глебово             | село    | ↘73       | Кораблинское сельское поселение   |
| 36  | Глядково            | деревня | 14        | Вышетравинское сельское поселение |
| 37  | Гнетово             | деревня | 24        | Дубровическое сельское поселение  |
| 38  | Горетово            | село    | ↘78       | Кораблинское сельское поселение   |
| 39  | Городищево          | деревня | 75        | Семёновское сельское поселение    |
| 40  | Госплемстанции      | посёлок | 352       | Искровское сельское поселение     |
| 41  | Гряцкое             | деревня | ↘36       | Дядьковское сельское поселение    |
| 42  | Гурейкино           | деревня | 20        | Дядьковское сельское поселение    |
| 43  | Даниловка           | деревня | 170       | Тюшевское сельское поселение      |
| 44  | Дашки-2             | село    | ↘583      | Вышетравинское сельское поселение |
| 45  | Дедюхино            | деревня | 33        | Екимовское сельское поселение     |
| 46  | Демкино             | деревня | ↘1        | Высоковское сельское поселение    |
| 47  | Денежниково         | посёлок | 261       | Окское сельское поселение         |
| 48  | Деулино             | деревня | ↘110      | Заборьевское сельское поселение   |
| 49  | Дмитриевка          | деревня | 26        | Льговское сельское поселение      |
| 50  | Долгинино           | село    | ↘720      | Мурминское сельское поселение     |
| 51  | Дубняки             | деревня | 6         | Екимовское сельское поселение     |
| 52  | Дубровичи           | село    | ↘1485     | Дубровическое сельское поселение  |
| 53  | Дубровка            | деревня | 0         | Семёновское сельское поселение    |
| 54  | Дудкино             | село    | ↘44       | Вышгородское сельское поселение   |
| 55  | Дьяконово           | деревня | 3         | Семёновское сельское поселение    |
| 56  | Дядьково            | село    | ↗4345     | Дядьковское сельское поселение    |
| 57  | Дятлово             | село    | ↘13       | Искровское сельское поселение     |
| 58  | Екимовка            | село    | ↗729      | Екимовское сельское поселение     |
| 59  | Жуково              | деревня | 0         | Подвязьевское сельское поселение  |
| 60  | Заборье             | село    | ↗1617     | Заборьевское сельское поселение   |
| 61  | Заокское            | село    | ↘1109     | Заокское сельское поселение       |
| 62  | Затишье             | село    | ↘133      | Турлатовское сельское поселение   |
| 63  | Зверево             | деревня | 9         | Искровское сельское поселение     |
| 64  | Зеленево            | деревня | 34        | Льговское сельское поселение      |
| 65  | Земенки             | деревня | 7         | Тюшевское сельское поселение      |
| 66  | Зубенки             | деревня | 14        | Листвянское сельское поселение    |
| 67  | Ивашково            | деревня | 16        | Листвянское сельское поселение    |
| 68  | Ивкино              | деревня | 67        | Окское сельское поселение         |
| 69  | Искра               | посёлок | ↗2391     | Искровское сельское поселение     |
| 70  | Казарь              | село    | ↘51       | Мурминское сельское поселение     |
| 71  | Казначеево          | деревня | 0         | Подвязьевское сельское поселение  |
| 72  | Калетинка           | деревня | ↘23       | Екимовское сельское поселение     |
| 73  | Каменец             | село    | ↘29       | Турлатовское сельское поселение   |
| 74  | Картаносово         | село    | ↘48       | Заборьевское сельское поселение   |
| 75  | Кельцы              | деревня | 19        | Заборьевское сельское поселение   |
| 76  | Киселево            | деревня | ↘103      | Подвязьевское сельское поселение  |
| 77  | Климантино          | деревня | 8         | Вышетравинское сельское поселение |
| 78  | Кораблино           | село    | ↘670      | Кораблинское сельское поселение   |
| 79  | Коростово           | село    | ↘522      | Заокское сельское поселение       |
| 80  | Коротково           | деревня | 23        | Окское сельское поселение         |
| 81  | Красный Восход      | деревня | 59        | Варсковское сельское поселение    |
| 82  | Кураксино           | деревня | 3         | Подвязьевское сельское поселение  |
| 83  | Куркино             | деревня | 12        | Искровское сельское поселение     |
| 84  | Кутуково            | деревня | ↘40       | Искровское сельское поселение     |
| 85  | Ласково             | село    | 27        | Заборьевское сельское поселение   |
| 86  | Ласковский          | посёлок | 401       | Заборьевское сельское поселение   |
| 87  | Лесохим             | посёлок | 2         | Заборьевское сельское поселение   |
| 88  | Листвянка           | посёлок | 2279      | Листвянское сельское поселение    |
| 89  | Лопухи              | деревня | 15        | Варсковское сельское поселение    |
| 90  | Лужки               | деревня | 116       | Екимовское сельское поселение     |
| 91  | Лужки               | деревня | 0         | Льговское сельское поселение      |
| 92  | Лысцево             | деревня | ↘14       | Листвянское сельское поселение    |
| 93  | Льгово              | село    | ↘1739     | Льговское сельское поселение      |
| 94  | Марьино-1           | деревня | ↗30       | Турлатовское сельское поселение   |
| 95  | Марьино-2           | деревня | 29        | Турлатовское сельское поселение   |
| 96  | Матвеевка           | деревня | 13        | Вышетравинское сельское поселение |
| 97  | Маточкино           | деревня | 3         | Подвязьевское сельское поселение  |
| 98  | Матчино             | деревня | ↘19       | Семёновское сельское поселение    |
| 99  | Матюнино            | деревня | 1         | Екимовское сельское поселение     |
| 100 | Мельгуново          | деревня | 7         | Семёновское сельское поселение    |
| 101 | Минеево             | деревня | ↘4        | Вышетравинское сельское поселение |
| 102 | Мордвино-Поливаново | деревня | 0         | Искровское сельское поселение     |
| 103 | Мурмино             | посёлок | ↘3321     | Мурминское сельское поселение     |
| 104 | Мушковатово         | село    | ↗547      | Тюшевское сельское поселение      |
| 105 | Насурово            | деревня | 706       | Подвязьевское сельское поселение  |
| 106 | Наумово             | деревня | ↘372      | Листвянское сельское поселение    |
| 107 | Нашатыркино         | деревня | ↘8        | Тюшевское сельское поселение      |
| 108 | Никольское          | село    | ↘16       | Семёновское сельское поселение    |
| 109 | Новинское           | село    | ↘10       | Вышетравинское сельское поселение |
| 110 | Новоселки           | посёлок | 916       | Дядьковское сельское поселение    |
| 111 | Огибалово           | деревня | 8         | Искровское сельское поселение     |
| 112 | Окский              | посёлок | 1448      | Окское сельское поселение         |
| 113 | Оленинское          | деревня | 59        | Семёновское сельское поселение    |
| 114 | Отводное            | деревня | 11        | Заборьевское сельское поселение   |
| 115 | Павловка            | деревня | 24        | Вышетравинское сельское поселение |
| 116 | Пальное             | село    | ↘91       | Вышгородское сельское поселение   |
| 117 | Панферово           | деревня | 23        | Окское сельское поселение         |
| 118 | Передельцы          | посёлок | 39        | Заборьевское сельское поселение   |
| 119 | Писцово             | деревня | 15        | Екимовское сельское поселение     |
| 120 | Плахино             | деревня | 21        | Льговское сельское поселение      |
| 121 | Подвязье            | село    | ↗2516     | Подвязьевское сельское поселение  |
| 122 | Подиково            | деревня | 138       | Листвянское сельское поселение    |
| 123 | Подлесное           | село    | ↘28       | Подвязьевское сельское поселение  |
| 124 | Поленское           | деревня | 10        | Турлатовское сельское поселение   |
| 125 | Полково             | деревня | ↘555      | Заборьевское сельское поселение   |
| 126 | Поляны              | село    | ↘6371     | Полянское сельское поселение      |
| 127 | Поповка             | посёлок | 8         | Заборьевское сельское поселение   |
| 128 | Приозёрный          | посёлок | 225       | Заборьевское сельское поселение   |
| 129 | Протасово           | деревня | 5         | Окское сельское поселение         |
| 130 | Прудный             | посёлок | 92        | Семёновское сельское поселение    |
| 131 | Путково             | деревня | ↘19       | Кораблинское сельское поселение   |
| 132 | Пущино              | село    | ↘105      | Семёновское сельское поселение    |
| 133 | Радюкино            | деревня | 7         | Екимовское сельское поселение     |
| 134 | Реткино             | село    | ↗924      | Турлатовское сельское поселение   |
| 135 | Ровное              | деревня | 538       | Семёновское сельское поселение    |
| 136 | Рождество-Лесное    | деревня | ↘16       | Искровское сельское поселение     |
| 137 | Рожок               | деревня | ↘459      | Екимовское сельское поселение     |
| 138 | Романцево           | деревня | 42        | Вышетравинское сельское поселение |
| 139 | Рубцово             | деревня | ↘285      | Льговское сельское поселение      |
| 140 | Сажнево             | деревня | 43        | Вышетравинское сельское поселение |
| 141 | Сальково            | деревня | 3         | Окское сельское поселение         |
| 142 | Свобода             | посёлок | ↘39       | Вышетравинское сельское поселение |
| 143 | Северный            | посёлок | 14        | Мурминское сельское поселение     |
| 144 | Секиотово           | деревня | ↗633      | Семёновское сельское поселение    |
| 145 | Семено-Никольское   | деревня | 73        | Семёновское сельское поселение    |
| 146 | Семено-Оленинское   | деревня | 49        | Семёновское сельское поселение    |
| 147 | Семкино             | село    | ↘94       | Мурминское сельское поселение     |
| 148 | Сергеевка           | деревня | 27        | Екимовское сельское поселение     |
| 149 | Серовское           | деревня | 21        | Семёновское сельское поселение    |
| 150 | Синец               | деревня | 12        | Турлатовское сельское поселение   |
| 151 | Слободка            | деревня | 23        | Вышетравинское сельское поселение |
| 152 | Сорокино            | деревня | 7         | Вышетравинское сельское поселение |
| 153 | Стафурлово          | село    | ↘14       | Екимовское сельское поселение     |
| 154 | Стенькино           | посёлок | 1677      | Семёновское сельское поселение    |
| 155 | Тарасово            | село    | ↘9        | Искровское сельское поселение     |
| 156 | Тепловодие          | деревня | 0         | Подвязьевское сельское поселение  |
| 157 | Требухино           | деревня | 18        | Заборьевское сельское поселение   |
| 158 | Трубниково          | деревня | 12        | Окское сельское поселение         |
| 159 | Турлатово           | деревня | ↗2105     | Турлатовское сельское поселение   |
| 160 | Тюшево              | село    | ↗1176     | Тюшевское сельское поселение      |
| 161 | Ульяновка           | деревня | 134       | Тюшевское сельское поселение      |
| 162 | учхоза «Стенькино»  | посёлок | ↗962      | Высоковское сельское поселение    |
| 163 | Фролово             | деревня | 26        | Искровское сельское поселение     |
| 164 | Хирино              | деревня | 929       | Тюшевское сельское поселение      |
| 165 | Храпылево           | деревня | 40        | Листвянское сельское поселение    |
| 166 | Чичкино             | деревня | ↘1        | Вышетравинское сельское поселение |
| 167 | Шахманово           | деревня | 232       | Тюшевское сельское поселение      |
| 168 | Шахово              | деревня | 3         | Искровское сельское поселение     |
| 169 | Шевердиновка        | деревня | 1         | Льговское сельское поселение      |
| 170 | Шевцово             | деревня | 374       | Искровское сельское поселение     |
| 171 | Шекшино             | деревня | 1         | Искровское сельское поселение     |
| 172 | Шелудино 1          | деревня | 26        | Листвянское сельское поселение    |
| 173 | Шелудино 2          | деревня | 16        | Листвянское сельское поселение    |
| 174 | Шумашь              | село    | ↘936      | Полянское сельское поселение      |
| 175 | Щегрово             | деревня | 4         | Вышетравинское сельское поселение |
| 176 | Юрасово             | деревня | ↘51       | Кораблинское сельское поселение   |
| 177 | Ялино               | деревня | 44        | Искровское сельское поселение     |
| 178 | Ялтуново            | деревня | ↘164      | Окское сельское поселение         |

## Экономика

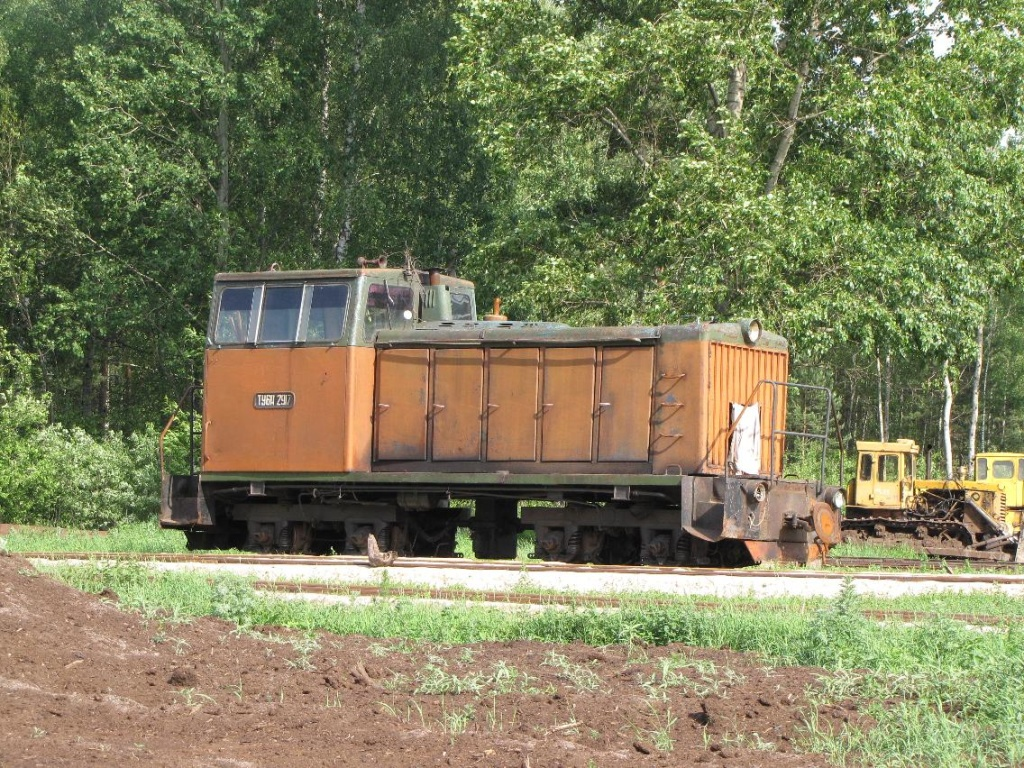
ТУ6А — № 2917, Солотчинское т/пр

Сельское хозяйство ориентированно на производство молока, мяса, картофеля, овощей. Торфодобывающее предприятие Солотчинское (добыча — переработка торфа). Для вывозки торфа с участка добычи используется узкоколейная ветка.
Наиболее значимые промышленные предприятия (без города Рязани):
- АО «Кислотоупор», пос. Соколовка,
- Мурминская суконная фабрика, с. Мурмино.

## Транспорт
Через район проходят железные дороги федерального значения «Москва—Рязань», «Кустаревка—Пенза» и «Москва—Рязань—Ряжск—Мичуринск», а также автомобильные дороги федерального значения «Москва—Челябинск» и «Москва—Астрахань». В районе действует узкоколейная железная дорога — Солотчинского торфодобывающего предприятия.

## Известные уроженцы
См. также: Категория:Родившиеся в Рязанском районе
- Авель (Македонов) (1927—2006) — архимандрит, святогорец, настоятель Пощупского Иоанно-Богословского мужского монастыря.
- Александрин, Иван Степанович (1888—1947), отоларинголог, заслуженный врач РСФСР
- Андрианов, Илья Филиппович (1918—1997), гвардии капитан, командир эскадрильи 153-го гвардейского истребительного авиационного полка, Герой Советского Союза.
- Бирюков, Серафим Кириллович (Сергей) (1913—1992) — капитан, заместитель командира 42-го авиационного полка дальнего действия, Герой Советского Союза.
- Важеркин, Иван Васильевич (1918—1977), сержант, снайпер 30-го Хасанского стрелкового полка, Герой Советского Союза.
- Варнава (Кедров) (1931) — митрополит Чебоксарский и Чувашский.
- Вениамин (Карелин) (в миру — Карелин, Василий Матвеевич, умер в 1874 году), епископ Рижский и Митавский.
- Вилков, Алексей Яковлевич (1920—1978) — полный кавалер ордена Славы.
- Герасимов, Сергей Иванович (1912—1984) — полный кавалер ордена Славы.
- Городцов, Василий Алексеевич (1860—1945), учёный-археолог и музеевед, профессор Московского университета (1918—1944), заслуженный деятель науки.
- Городцов Пётр Алексеевич (ок. 1865—1919), учёный-этнограф.
- Гришин, Григорий Терентьевич (1903—1988), доктор географических наук, профессор.
- Дубов, Иван Васильевич (1924), полный кавалер ордена Славы.
- Дубовицкий, Пётр Александрович (1815—1868), хирург, академик, президент Санкт-Петербургской медико-хирургической академии (1858—1867)
- Дядьковский, Устин Евдокимович (1784—1841), русский терапевт и философ. С 1831 года — ординатор профессуры и директор клиники Московского университета.
- Ерохин, Владимир Семёнович (1891—1965), писатель-прозаик. Жил в Рязани: был журналистом, партийным и хозяйственным работником, директором краеведческого музея
- Ефимов, Николай Ефимович — художник.
- Зубков, Михаил Константинович (1893—1976) — советский военный деятель, Генерал-майор (1943 год).
- Иванов, Иван Павлович (1925—1995), полный кавалера ордена Славы.
- Иннокентий (Полянский) (1751—1794) — епископ Воронежский.
- Каширин, Алексей Иванович (1926—1945), младший сержант, командир отделения 7-й роты 1372-го Краснознамённого стрелкового полка, Герой Советского Союза.
- Кирсанов, Михаил Герасимович (1889—1958), живописец, пейзажист, портретист. Писал натюрморты. Учился в МУЖВЗ у К. Коровина. Участник выставок с 1907 года («Общество независимых», МОЛХ, ТПХВ, АХХРР). Жил и работал в Рязани и Москве.
- Комаров, Николай Николаевич (1919—1995), лейтенант, командир роты 541-го стрелкового полка, Герой Советского Союза. (1940 — за советско-финскую войну).
- Корнюшин, Василий Петрович (1928—1987), художник-живописец
- Крючков, Василий Егорович (1921—1985) — гвардии капитан, командир эскадрильи 163-го гвардейского Феодосийского истребительного авиационного полка, Герой Советского Союза.
- Курков, Пётр Иванович (1889—1937) — машинист крейсера «Аврора» (1912—1918), дивизионный интендант, в 1930—1935 годах — заместитель начальника ВМС РККА.
- Люшнин, Григорий Иванович (1921), поэт, прозаик. Член Союза писателей СССР.
- Лягин, Семён Игнатьевич (1890—1930), писатель. Выходец из крестьянской семьи, он упорно занимался самообразованием был слушателем Московского университета Шанявского, членом Суриковского литературно-музыкального кружка и литературной группы «Кузница», публиковал свои стихи и рассказы в изданиях Москвы, Рязани и других городов. После Октябрьской революции Семен Лягин служил в Красной Армии. По окончании гражданской войны играл заметную роль в культурной жизни Рязани, став одним из организаторов губернского Дома искусств. Писатель выпустил в свет книгу прозы «Бесы». Лучшие произведения Семена Лягина вошли в «Антологию крестьянской литературы послеоктябрьской эпохи».
- Макарова, Анна Ивановна, работник треста зелёного хозяйства г. Рязани. Почетный гражданин г. Рязани
- Марфин Павел Андреевич (1924—1990), Герой Социалистического Труда, первый секретарь Клепиковского РК КПСС.
- Матушкин, Иван Семёнович (1895 — ?), участник IV Чрезвычайного съезда Советов (март 1918 года). В дальнейшем — заместитель председателя колхоза. Арестован 28 июля 1942 года. Приговорен УНКВД по Рязанской области по обвинению по ст. 58-10 ч. 2 УК РСФСР.
- Медин, Николай Михайлович (1924—2007), лейтенант, командир стрелкового взвода 29-го стрелкового полка, Герой Советского Союза.
- Микулин, Иван Фёдорович (1830 — ?), учёный-краевед, историк, член Рязанской ученой архивной комиссии (РУАК).
- Минаев, Сергей Семёнович (1915—1987), Герой Социалистического Труда, бригадир слесарей-ремонтников 1-го Московского государственного подшипникового завода.
- Озеров, Николай Николаевич (1887—1953) — русский советский певец (драматический тенор), народный артист РСФСР (1937). Отец кинорежиссёра Юрия Николаевича Озерова и спортсмена и спортивного комментатора Николая Николаевича Озерова.
- Осипов Алексей Иванович (1922—1994), прозаик. В 1947 г. окончил исторический факультет Рязанского пединститута и вернулся в родную деревню, где более 30 лет проработал учителем истории, а потом директором школы.
- Пичугин, Евгений Иванович (1922—1943), младший лейтенант, лётчик 441-го истребительного авиационного полка, Герой Советского Союза.
- Полин, Александр Семёнович (1917—1974), гвардии сержант, командир орудия 8-го батальона 130-го гвардейского артиллерийского полка, Герой Советского Союза.
- Провоторов, Фёдор Иванович (1965) — мэр города Рязани (2005—2012).
- Протасов, Алексей Андрианович (1780—1833), генерал-майор (1813). Во время Отечественной войной 1812 года — командир сводного кирасирского полка 1-го отдельного корпуса. Награждён орденом Св. Георгия IV степени.
- Пырсин, Сергей Андреевич (1868—1962), художник-живописец.
- Полетаев, Фёдор Андрианович (14.05.1909 — 02.02.1945) — советский солдат, участник итальянского движения Сопротивления в годы Второй мировой войны, Герой Советского Союза, Национальный герой Италии.
- Репкин, Александр Иванович (1923—1978), искусствовед, заслуженный работник культуры РСФСР, директор Рязанского художественного училища (1958—1978).
- Рощин, Анатолий Александрович (1932), борец греко-римского стиля, олимпийский чемпион (1972), четырёхкратный чемпион мира.
- Рыбаков, Дмитрий Григорьевич (1918—2004), живописец.
- Селиванов, Пётр Дмитриевич (1922), лейтенант, командир роты 1-го танкового батальона 122-й танковой Краснознамённой бригады, Герой Советского Союза.
- Семенов, Степан Васильевич (1914—1997), майор, командир 90-го отдельного понтонно-мостового Ярцевского Краснознамённого батальона, Герой Советского Союза.
- Смирнов, Игорь Владимирович (1958), микробиолог, доктор медицинских наук, профессор, заведующий кафедрой микробиологии РГМУ (с 1992 г.)
- Степанов, Анатолий Васильевич (1938), художник-гравёр, член Союза художников РСФСР.
- Сувиров, Виктор Иванович (1919—1988), капитан, командир эскадрильи 15-го истребительного авиационного полка 278-й истребительной авиационной дивизии, Герой Советского Союза.
- Терехин, Макар Фомич (1896—1967), генерал-лейтенант танковых войск (1940). Герой Советского Союза (1940), Герой Монгольской Народной Республики (1939).
- Тимошин, Иван Антонович (1888 — ?), драматург, председатель колхоза «Луч» Рязанского района
- Фёдоров, Петр Фёдорович (1923—1995), Герой Социалистического Труда, железнодорожник, дежурный Рязанского отделения Московско-Рязанской железной дороги.
- Федюкова, Мария Андреевна (1923—1995), участница Великой Отечественной войны, почетный донор СССР, медицинская сестра, награждённая медалью Международного Красного Креста им. Флоренс Найтингейл.
- Хориков, Николай Павлович (1899—1933), поэт, один из организаторов и руководителей Рязанского отделения Всероссийского союза поэтов.
- Хрюкин, Сергей Кузьмич (1915—1970), капитан, командир звена 173-го гвардейского штурмового авиационного полка 11-й гвардейской штурмовой авиационной дивизии, Герой Советского Союза.
- Шиночкин, Анатолий Семёнович (1928—1983), прозаик.
- Шувалова, Анна Ивановна (урожд. Афонина) (1914), Герой Социалистического Труда, доярка колхоза «Красное Знамя» Рязанского района
- Шуранов, Николай Платонович (1924 −1971), полный кавалер ордена Славы
- Ярыгин, Игорь Николаевич (1930), лауреат Государственной премии СССР, заслуженный машиностроитель РФ.